# Reforma Vareliana
La Reforma Vareliana és l'obra de reforma de l'educació primària realitzada per José Pedro Varela el 1876 a l'Uruguai, que va establir que aquesta fos gratuïta, obligatòria i laica.
La reforma es va efectuar durant el govern de facto del coronel Lorenzo Latorre, en els inicis del Militarisme. Aquesta reforma va ser d'essencial importància en la història uruguaiana, que va desterrar el predomini de l'educació privada catòlica per a una elit privilegiada i va transformar a l'ensenyament en un deure de l'Estat, abastant la totalitat de la població.

## Anàlisi
José Pedro Varela va portar a la pràctica les idees corrents per la Societat d'Amics de l'Educació Popular, institució que ell mateix va fundar el 1868 junt amb altres intel·lectuals de l'època, com Elbio Fernández i Carlos María Ramírez. Pretenien esmenar les greus deficiències del sistema vigent i enfortir les institucions socials de la població sobre la base d'una preparació intel·lectual bàsica.
Des dels començaments de l'Artiguisme, l'incipient Estat Oriental va tractar de fundar escoles públiques; però l'ensenyament primari havia estat bàsicament a càrrec de col·legis religiosos i privats, als quals accedien només nens de la classe alta i mitjana-alta, llevat d'excepcions, mentre el gruix de la població estava fora del sistema educatiu. A això se li va sumar la disconformitat creixent de la intel·lectualitat liberal (amb forta presència de la maçonería) amb els continguts d'un ensenyament aferrat als principis dogmàtics de l'Església catòlica.
Existia, a més, una notòria manca de mestres preparats, de materials d'estudi i de locals escolars apropiats.

## Antecedents
El 1847, durant la Guerra Gran, el Govern de la Defensa de Canelones va crear l'Institut d'Instrucció Pública, a partir d'un decret que va posar en mans de l'Estat el control del sistema educatiu (pràcticament monopolitzat llavors per sacerdots jesuïtes) i va establir el principi que la difusió de l'ensenyament era responsabilitat dels poders públics. En el decret s'establia a més que els col·legis privats haurien d'admetre un alumne gratuït (triat per funcionaris de l'Estat) per cada deu que paguessin.
El 1850 hi havia 18 escoles públiques per nens i 4 per a nenes, i 10 escoles privades. En total 32 escoles en què s'educaven 1000 nens i 414 nenes.
En l'esfera dels assetjadors de la capital, el Govern del Cerrito, a petició de Manuel Oribe i Bernardo Prudencio Berro, es van fundar diverses escoles públiques en la Villa de la Restauración (actual barri Unión) i es va adquirir material d'estudi europeu. Operaven 12 escoles i algunes rebien pupils; seus alumnes estaven constituïts «per la canalla de la comarca, i fins i tot alguns soldats de l'Exèrcit, a qui el general assetjador, Oribe, va fer prèviament tallar les grenyes, no sense protesta dels interessats» segons Orestes Araújo.

## Començaments de la Reforma

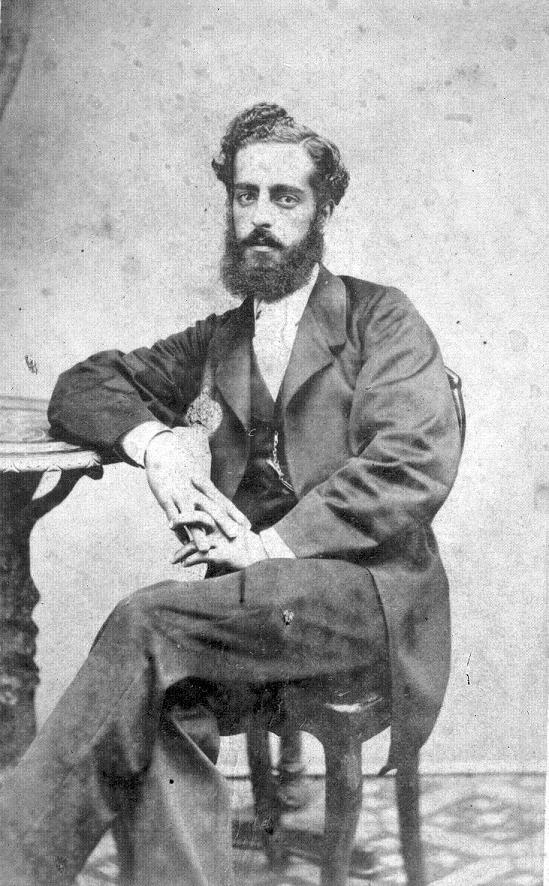
José Pedro Varela (1845 - 1879), sociòleg, periodista i polític uruguaià, va ser el creador de la Reforma Valeriana

Més enllà d'aquests esforços, amb aquest panorama era evident que el sistema d'ensenyament requeria una profunda reforma a tots els nivells, però particularment en primària, base de tota la construcció. El 1868 es va constituir la Societat d'Amics de l'Educació Popular, que va realitzar una intensa propaganda a favor de la reforma i va contribuir decisivament a donar-li sentit d'urgència.
José Pedro Varela, opositor al règim militar i liderat per Lorenzo Latorre, va acceptar el 1876 el càrrec de director d'Instrucció Pública de la Junta Econòmica Administrativa de Montevideo, però amb jurisdicció estesa a tot el país. Malgrat les crítiques dels seus excompanys, va exigir total independència i va donar començament a una formidable obra reformista que es va estendre entre 1876 i 1879, i que va transformar profundament no només el sistema d'ensenyament, sinó al país.

### Emissió delDecret-Llei d'Educació Comuna
Home jove però molt cult i amb experiència a l'estranger (havia viatjat als Estats Units d'Amèrica el 1867 i a Europa el 1868), Varela coneixia les experiències educatives d'alguns països més avançats en la matèria, que va adaptar i va aplicar a l'Uruguai.
Va fer emetre el Decret-Llei d'Educació Comuna, pel qual es va crear la Direcció General d'Instrucció Pública, òrgan col·legiat que havia de controlar i dirigir el sistema educatiu a tot el país (va ocupar personalment el càrrec d'Inspector Nacional). A les capitals departamentals funcionaria a partir d'aquest moment una Comissió Departamental d'Instrucció Pública i un inspector Departamental, que havia de ser un mestre titulat de tercer grau.
Aquesta reforma administrativa va donar al sistema d'ensenyament una considerable autonomia. El decret va establir a més el caràcter obligatori i gratuït de l'educació primària oficial, però no el laïcisme; contra l'opinió de Varela, es va establir que l'ensenyament de la religió catòlica fos obligatòria en totes les escoles públiques, excepte per a aquells alumnes que professessin altres religions.

### Aprovació i característiques delDecret-Llei d'Educació Comuna
La gratuïtat i l'obligatorietat anunciaven un creixement exponencial de l'alumnat. Un decret d'agost de 1877 va crear un impost per finançar la reforma educativa; i un altre va establir la Direcció i Administració General de Correus, les rendes del qual es van destinar a la mateixa finalitat.
El 23 de setembre de 1877 es va aprovar el Decret-Llei d'Educació Comuna, que va prescriure el règim de concursos per a la designació dels mestres i la seva promoció en la carrera; va establir que tot nen entre 8 i 14 anys havia de concórrer obligatòriament a aquesta escola, i es va prohibir l'actuació política dels inspectors.
Per altres disposicions legislatives es van fixar les condicions d'admissió dels alumnes a les escoles (que van passar a ser mixtes), es va reglamentar l'accés a la carrera docent, es va organitzar el sistema d'exàmens i es va prohibir rigorosament tota classe de càstigs corporals als alumnes, admesos fins llavors.
Es van conformar els programes d'ensenyament, es van crear deu graus (l'Ensenyament Secundari encara no existia com a tal) i es van determinar les assignatures que incloïen «tasques d'ús comú»; lliçons sobre objectes i maneig de màquines de cosir i de tall per a les nenes, que se sumaven a les clàssiques Lectura, Escriptura, Aritmètica, Geografia, Gramàtica, Composició, Història, Drets i Deures del Ciutadà, Nocions de Filosofia, Higiene, Física i Història Natural, Gimnàstica i Música, a més de Religió i Moral.
La idea era donar als alumnes una noció general del coneixement universal, però orientar-los cap a una aplicació pràctica del que s'aprenia, a l'estil americà, amb vista al mercat de treball en expansió. Es van establir les reunions de docents (anomenades «Conferències de Mestres», que havien de realitzar-se cada 15 dies) i l'Enciclopèdia de l'Educació (1878), que pretenia posar a l'abast dels docents les teories i avenços realitzats en altres països respecte de l'ensenyament.

### Expansió del sistema educatiu i polèmica per l'ensenyament religiós
Aquesta tasca legal de reorganització va ser acompanyada d'una intensa campanya d'aplicació pràctica que va cristal·litzar en la constant fundació de noves escoles i el previsible augment de l'alumnat. El 1877 hi havia 17.000 alumnes a les escoles de tot l'Uruguai, i el 1878 eren 19.662 (gairebé un 16% d'increment en un any). Les escoles rurals es van dur gran part d'aquest augment.
José Pedro Varela va morir el 24 d'octubre de 1879, i el 5 de gener de 1880 va assumir el càrrec d'Inspector General d'Educació Primària seu germà, Jacobo Varela, qui va realitzar un treball fonamental d'aplicació i desenvolupament de la reforma. Va romandre en aquest lloc fins al 1889, amb un breu interregne en el qual va renunciar per discrepàncies amb el dictador Máximo Santos.
En aquests anys es van fundar escoles al llarg i ample de país, es van crear els primers «Instituts Normals», es van regularitzar les estadístiques i es van ajustar els programes dels anys superiors a les exigències de l'Ensenyament Universitari.
Particular polèmica va generar l'ensenyament religiós a les escoles públiques; els liberals bregaven per la seva total eliminació, mentre els catòlics, liderats per Francisco Bauzá, protestaven per la seva insuficiència i objectaven la idoneïtat dels mestres per ensenyar religió.
Com a primer intent de compromís, una resolució de la Direcció General d'Instrucció Pública de 1882 va determinar que l'ensenyament de la religió catòlica quedaria limitada a 20 minuts diaris i a ser impartits després de les altres assignatures i sense assistència obligatòria.

## Evolució i característiques posteriors
La reforma de l'ensenyament, complementada més tard per Alfredo Vázquez Acevedo, qui va crear l'Ensenyament Secundari, i per Enriqueta Compte y Riqué qui es va dedicar a l'educació preescolar, va significar una veritable revolució a l'Uruguai, i va estendre l'educació «a totes les classes socials», com volia José Pedro Varela.
El 1885 funcionaven a la República Oriental 354 escoles públiques que educaven a 30.302 alumnes, i 429 escoles privades amb 20.289 estudiants, de manera que hi havia aquest any 50.591 nens escolaritzats: un alumne cada 10 habitants, una millora espectacular si comparem aquestes xifres amb les de 1868, on hi havia un alumne cada 33 habitants.
L'escola gratuïta i obligatòria (posteriorment seria també laica) va obrar com un important mitjà de promoció cultural i social, i va resultar un factor integrador d'enorme importància en un país que rebia contínuament nombroses onades d'immigrants del més divers origen (en 1884 el 44% de la població de Montevideo era d'origen estranger).
El mite de l'Uruguai democràtic i culte de gran part del segle xx (complementamt per l'aplicació del Batllisme) va ser, en alta proporció, un producte de la Reforma Vareliana. Aquesta no va estar, per descomptat, aliena a les crítiques, polèmiques i detractors, tant en el seu temps com en anys posteriors, ja sigui per l'eliminació de l'ensenyament religiós com per la igualació accelerada que va eliminar molts aportacions culturals de la immigració.